# Primera División de Chile 1938
Primera División de Chile 1938 var den chilenska högstaligan i fotboll för herrar för säsongen 1938, som slutade med att Magallanes vann för fjärde gången.

## Sluttabell
| Plac | Lag                  | Poäng | S  | V | O | F | GM | IM | MSK |
| ---- | -------------------- | ----- | -- | - | - | - | -- | -- | --- |
| 1    | Magallanes           | 16    | 12 | 7 | 2 | 3 | 41 | 28 | 13  |
| 2    | Audax Italiano       | 15    | 12 | 7 | 1 | 4 | 32 | 33 | -1  |
| 3    | Colo-Colo            | 14    | 12 | 7 | 0 | 5 | 57 | 39 | 12  |
| 4    | Unión Española       | 13    | 12 | 6 | 1 | 5 | 46 | 20 | 26  |
| 5    | Santiago Morning     | 12    | 12 | 5 | 2 | 5 | 33 | 44 | -11 |
| 6    | Santiago Badminton   | 8     | 12 | 4 | 0 | 8 | 45 | 53 | -8  |
| 7    | Universidad de Chile | 6     | 12 | 2 | 2 | 8 | 17 | 39 | -22 |

| Primera División Vinnare av Primera División 1938 |
| ------------------------------------------------- |
| Chile                                             |
| Magallanes 4:e titeln                             |